# Royaume-Uni au Concours Eurovision de la chanson 1997
Le Royaume-Uni a participé au Concours Eurovision de la chanson 1997 à Dublin, en Irlande. C'est la 40e participation et la 5e victoire britannique au Concours Eurovision de la chanson.
Le pays est représenté par le groupe Katrina and the Waves et la chanson Love Shine a Light, sélectionnés au moyen de la finale nationale The Great British Song Contest 1997 organisée par la British Broadcasting Corporation.

## Sélection

### Great British Song Contest 1997
Le radiodiffuseur britannique, la British Broadcasting Corporation (BBC), organise la sélection nationale The Great British Song Contest 1997 (littéralement « Le Grand Concours de la chanson britannique 1997 »), composée d'une demi-finale et d'une finale nationale, pour sélectionner l'artiste et la chanson représentant le Royaume-Uni au Concours Eurovision de la chanson 1997,.
Huit chansons au total participent à cette sélection nationale, toutes interprétées en anglais, langue nationale du Royaume-Uni.
Lors de cette sélection, c'est le groupe américano-britannique Katrina and the Waves — déjà connu pour leur succès international de 1985 Walking on Sunshine — et la chanson Love Shine a Light qui furent choisis. La chanson est écrite et composée par Kimberley Rew (en), avec Don Airey comme chef d'orchestre.

#### Demi-finale
La demi-finale, présentée par Ken Bruce (en), a lieu le 7 février 1997, diffusée sur BBC Radio 2.
| Ordre | Artiste               | Chanson                         | Traduction                               | Points | Place |
| ----- | --------------------- | ------------------------------- | ---------------------------------------- | ------ | ----- |
| –     | Katrina and the Waves | Love Shine a Light              | L'amour allume une flamme                |        |       |
| –     | Do Re Mi et Kerry     | Yodel in the Canyon of Love     | Yodel dans le canyon de l'amour          |        |       |
| –     | Joanne May            | You Stayed Away Too Long        | Tu es resté loin trop longtemps          |        |       |
| –     | Sam Blue              | For the Life You Don't Yet Know | Pour la vie que tu ne connais pas encore |        |       |
| –     | Paul Varney           | Can't You See I'm Crying        | Ne vois-tu pas que je pleure             |        |       |
| –     | Dave Black            | Heart of Stone                  | Cœur de pierre                           |        |       |
| –     | B-Yond                | Lighten Up                      | Illuminer                                |        |       |
| –     | Laura Pallas          | Room for Change                 | De la place pour le changement           |        |       |

#### Finale
La finale nationale, présentée par Dale Winton, a lieu le 9 mars 1997 aux studios de la BBC à Londres.
| Ordre | Artiste               | Chanson                         | Langue                                   | Points | Place |
| ----- | --------------------- | ------------------------------- | ---------------------------------------- | ------ | ----- |
| –     | Katrina and the Waves | Love Shine a Light              | L'amour allume une flamme                | 69 830 | 1     |
| –     | Do Re Mi et Kerry     | Yodel in the Canyon of Love     | Yodel dans le canyon de l'amour          | 58 696 | 2     |
| –     | Joanne May            | You Stayed Away Too Long        | Tu es resté loin trop longtemps          | 51 584 | 3     |
| –     | Sam Blue              | For the Life You Don't Yet Know | Pour la vie que tu ne connais pas encore | –      | 4     |

## À l'Eurovision

Points attribués au Royaume-Uni au Concours Eurovision de la chanson 1997.

### Points attribués par le Royaume-Uni
| 12 points | Irlande  |
| 10 points | Estonie  |
| 8 points  | Hongrie  |
| 7 points  | Suède    |
| 6 points  | Islande  |
| 5 points  | Chypre   |
| 4 points  | Turquie  |
| 3 points  | Italie   |
| 2 points  | Danemark |
| 1 point   | Croatie  |

### Points attribués au Royaume-Uni
| 12 points                                                                                         | 10 points                                                    | 8 points                      | 7 points                      | 6 points  |
| ------------------------------------------------------------------------------------------------- | ------------------------------------------------------------ | ----------------------------- | ----------------------------- | --------- |
| - Autriche - Croatie - Danemark - France - Hongrie - Irlande - Pays-Bas - Russie - Suède - Suisse | - Allemagne - Bosnie-Herzégovine - Estonie - Grèce - Pologne | - Islande - Italie - Slovénie | - Chypre - Portugal - Turquie | - Norvège |
| 5 points                                                                                          | 4 points                                                     | 3 points                      | 2 points                      | 1 point   |
| - Espagne                                                                                         |                                                              |                               |                               | - Malte   |

Katrina and the Waves interprètent Love Shine a Light en 24e position, après la Croatie et avant l'Islande. Au terme du vote final, le Royaume-Uni termine 1re sur 25 pays, obtenant 227 points.